# A.J.バーネット
アラン・ジェームズ・バーネット（Allan James Burnett, 1977年1月3日 - ）は、アメリカ合衆国アーカンソー州リトルロック出身の元プロ野球選手（投手）。右投右打。

## 経歴

### プロ入りとメッツ傘下時代
1995年のMLBドラフト8巡目（全体217位）でニューヨーク・メッツから指名を受け、プロ入り。

### マーリンズ時代
1998年2月にアル・ライターとトレードで、フロリダ・マーリンズへ移籍。
1999年8月17日にロサンゼルス・ドジャース戦でメジャーデビューを果たし、初勝利を記録した。
2001年5月12日のサンディエゴ・パドレス戦でノーヒットノーランを達成。球団タイ記録となる9四死球を出しながらのノーヒッターとなった。この時、バーネットは129球を投じたが、ストライクは半分の65球しかなかった。この年初めて規定投球回を上回り、2桁勝利を達成した。
2002年は8月19日から9月13日までの間故障者リスト入りとなったが、12勝9敗、203奪三振（リーグ6位）、5完封（リーグ1位）の成績を残し、ホーム戦では全5完封を記録し、被安打率.190（リーグ3位）の好成績を残した。
2003年に4月29日の登板の後、トミー・ジョン手術を受けて全休した。
2004年6月3日の登板でメジャー復帰を果たし、7勝6敗、防御率3.68の成績を残した。
2005年は、12勝12敗、防御率3.44という成績で終えた。5月31日のピッツバーグで行なわれたピッツバーグ・パイレーツ戦で先発した際、PNCパークのスピードガンが時速104マイル（約167km/h）を記録。これまで世界最速であった、サンフランシスコ・ジャイアンツの元守護神ロブ・ネンやニューヨーク・ヤンキースのランディ・ジョンソンの持つ時速102マイル（約164km/h）を更新したのか、と騒がれた。しかし、球場関係者がスピードガンを調整したところ、時速99マイル（約159km/h）程度に落ち着いたことや、バーネットが前回の先発予定試合を右ヒジの炎症で回避したことから、疑問の声が多く、世界最速新記録には認定されていない。一方で対戦打者のフレディ・サンチェスは「ホントにあのボールの速さはこれまで体験したことのないすごいものだった。みんなは彼のスピードに懐疑的だったけど、僕はあの時、本当に104マイル出ていたと信じているよ」と語っている。

### ブルージェイズ時代
2006年、5年総額5500万ドルという契約でトロント・ブルージェイズに移籍。開幕を故障者リスト入りで迎え、4月15日に故障者リストから復帰を果たし、同日のシカゴ・ホワイトソックス戦で先発した。シーズン2試合目の登板となった4月21日のボストン・レッドソックス戦で右肩痛により長期離脱を余儀なくされる（ただし、MRIや医師の診断によると、肩の異常は認められていない）。2006年後半から復帰し10勝を記録した。
2007年はDL入りを2回としたものの10勝を記録し、マーリンズ時代から数えて3年連続2桁勝利。奪三振数は投球回数を初めて上回る176を記録した。

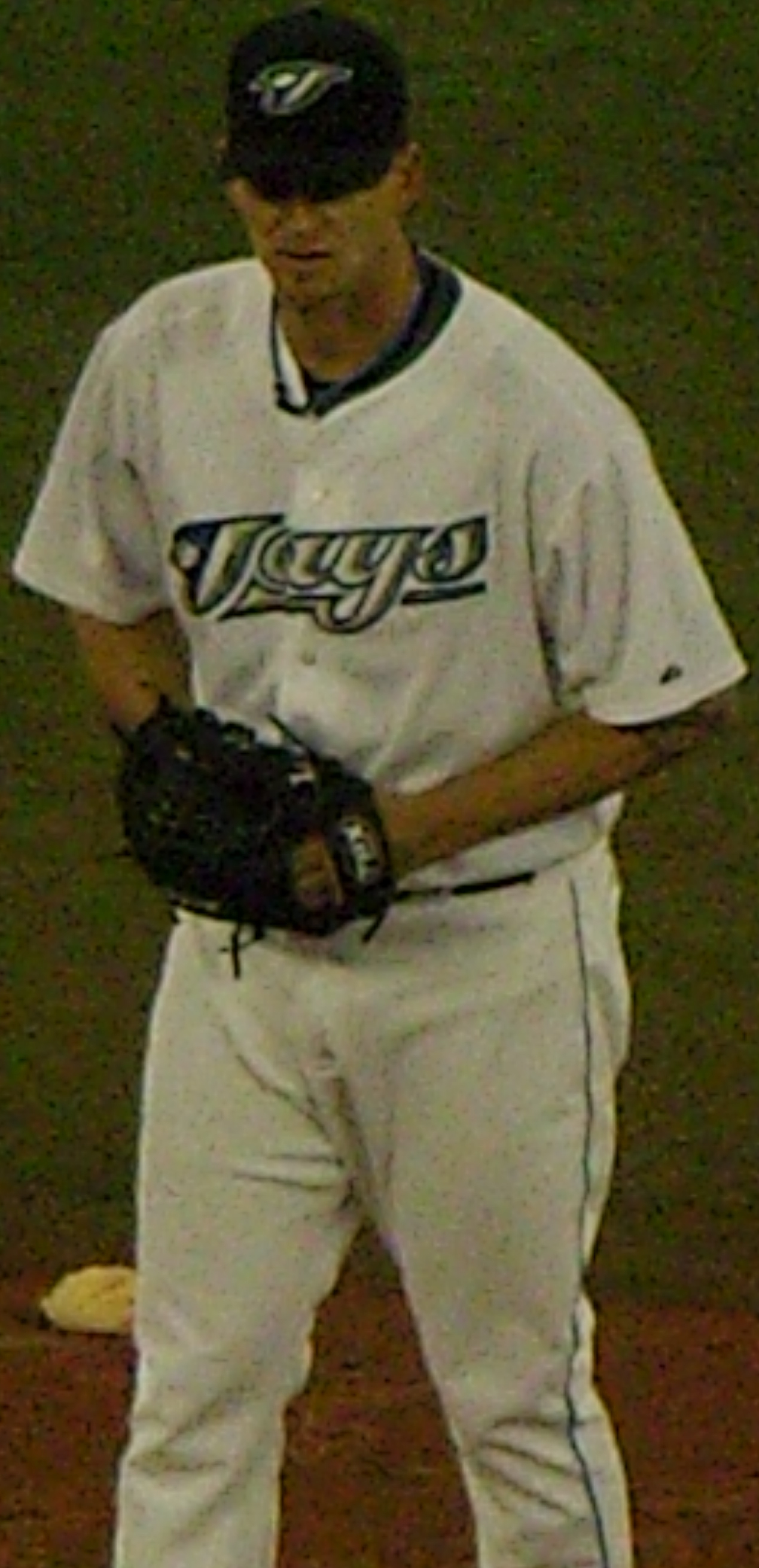
トロント・ブルージェイズ時代
（2008年5月22日）

7年連続で故障者リスト入りをしていたが、2008年はリスト入りすることなくリーグ最多の34試合に先発登板。防御率は前年より悪化したが、自己最多の18勝を記録し、231奪三振で最多奪三振を獲得。バーネットの5年契約には3年目終了時に契約を破棄してFAとなる権利があるため、シーズン途中にシカゴ・カブスやフィラデルフィア・フィリーズへ移籍の噂もあったが、J・P・リッチアーディGMが移籍を否定。結局、移籍せずシーズンを終えた。
11月4日、契約に含まれていた破棄条項を行使し、フリーエージェントになることが決まった。

### ヤンキース時代

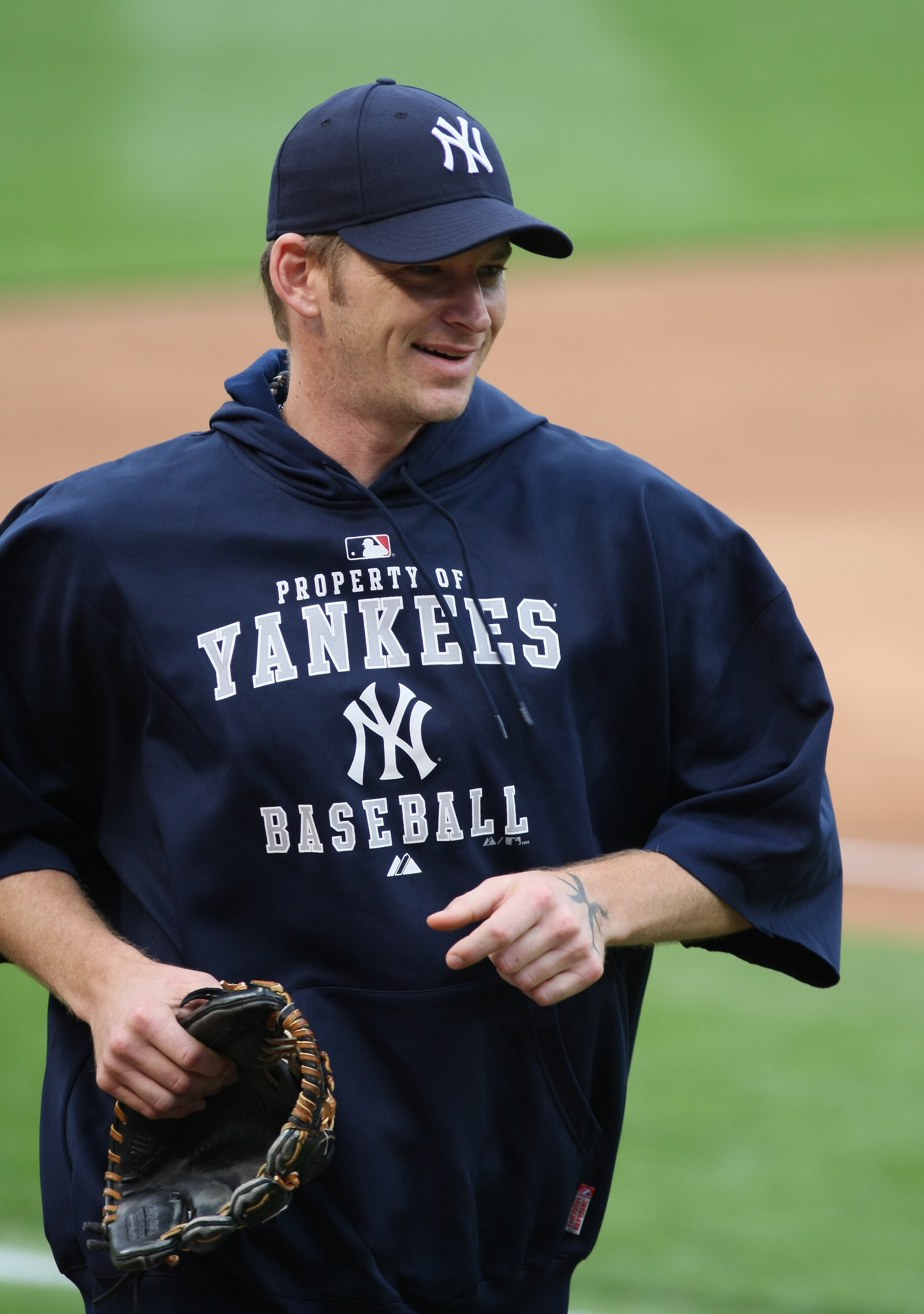
ヤンキース時代（2009年）

FAとなったバーネットを巡っては、アトランタ・ブレーブスが4年総額6000万から6500万ドル（5年目のオプションを含めると8000万ドル）の金額を提示したが、ヤンキースがそれを上回る金額を提示。そして、バーネットは12月18日に5年総額8250万ドルでヤンキースと合意。
ヤンキース1年目は、一度も先発を飛ばすことなく33試合に先発登板し、207イニングを投げて13勝、防御率4.04を記録。6月20日のマーリンズ戦の3回に、MLB史上39人目となる「1イニング9球で3奪三振」（immaculate inning）を達成。正捕手のホルヘ・ポサダと相性が悪く、バッテリーを組むことを拒否した。ポストシーズンでは5試合に登板、好不調の波が大きかったが、フィリーズとのワールドシリーズ第2戦で好投するなど、9年ぶりの優勝に貢献した。
2010年は10勝15敗、防御率5.26とフルに稼働したシーズンでは自己最悪の成績となった。9月には右目の周りに大きな痣を作って球場に現れ、様々な憶測を呼んだ。
シーズンの不調から地区シリーズでは先発を外れたが、テキサス・レンジャーズとのリーグ優勝決定戦の第4戦に登板、しかし6回5失点で負け投手となった。
2011年も先発ローテーションを守ったが、11勝11敗、防御率5.15と成績を伸ばすことはできなかった。地区シリーズの第4戦のデトロイト・タイガース戦では他の先発陣が軒並み乱調の中、6回途中1失点と勝利に貢献したが、結局チームは2勝3敗でシリーズを敗退した。
ヤンキースでの3年間は99試合に登板（先発98試合）して34勝35敗、防御率4.79。3年間先発投手としてフル回転した点で、前後してヤンキースに所属しながら登板することすらままならなかったカール・パバーノや井川慶とは異なるが、後述のように結局年俸負担付きで放出に至ったこともあり、高額な契約には見合わないとの見方が強く、彼らと同様、近年のヤンキースが締結したFA契約の中では代表的な失敗例として挙げられることも多い。

### パイレーツ時代

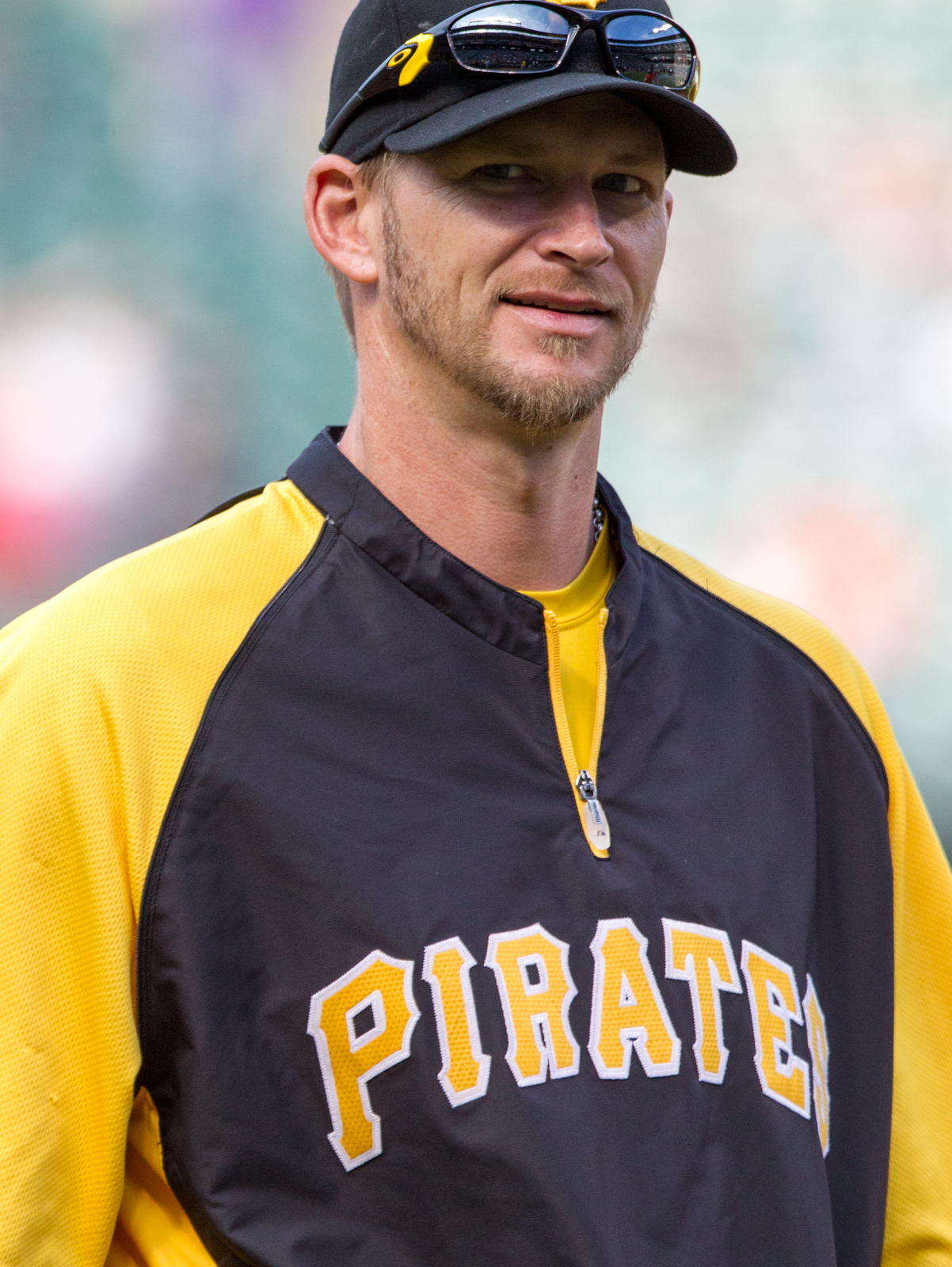
ピッツバーグ・パイレーツ時代
（2012年6月14日）

ヤンキースとの契約期間は2年残っていたものの、チームはトレードによる放出を検討。ロサンゼルス・エンゼルスのボビー・アブレイユとのトレードは東海岸への居住を望む家族の意向でバーネットが拒否したが、2012年2月19日、残りの契約2年総額3300万ドルのうち2000万ドルをヤンキース側が負担する条件のもと、マイナー2選手とのトレードで、パイレーツに移籍した。
2012年3月1日、打撃練習中にバントの自打球を頬に当てて骨折。開幕を故障者リストで迎え、4月21日に復帰した。5月2日のセントルイス・カージナルス戦では2.2イニングを12失点と大炎上したが、それ以外はフル回転し、2008年に次いで2番目に多い16勝を記録した。
2013年4月17日のカージナルス戦で史上68人目、現役では4人目となる通算2000奪三振を達成。7月に故障者リスト入りしたものの30試合に先発登板し、防御率は自己最高の3.30、奪三振率（K/9）はリーグ1位の9.85を記録。チームの21年ぶりの勝ち越し・ポストシーズン進出に貢献した。オフの10月31日にFAとなった。

### フィリーズ時代
2014年2月16日にフィリーズと1600万ドルの1年契約（2015年のオプション1275万ドル・トレード拒否権付き）で契約した。

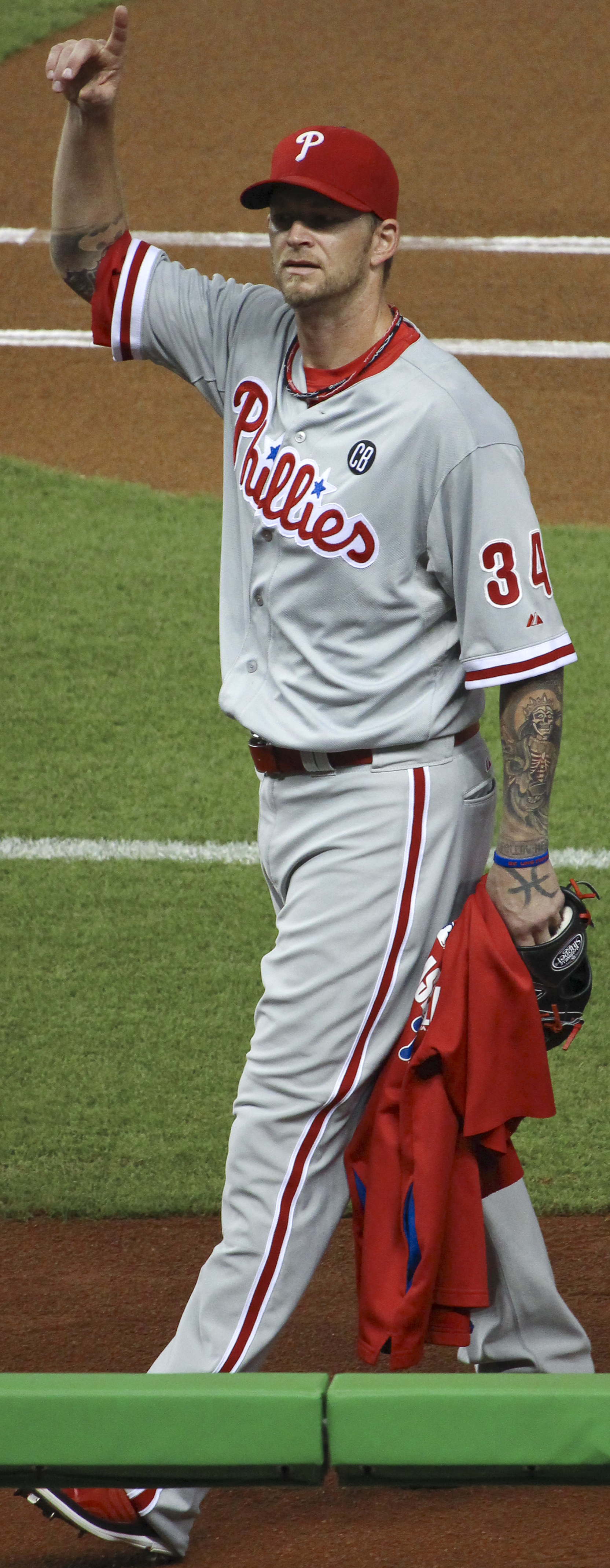
フィラデルフィア・フィリーズ時代
（2014年7月1日）

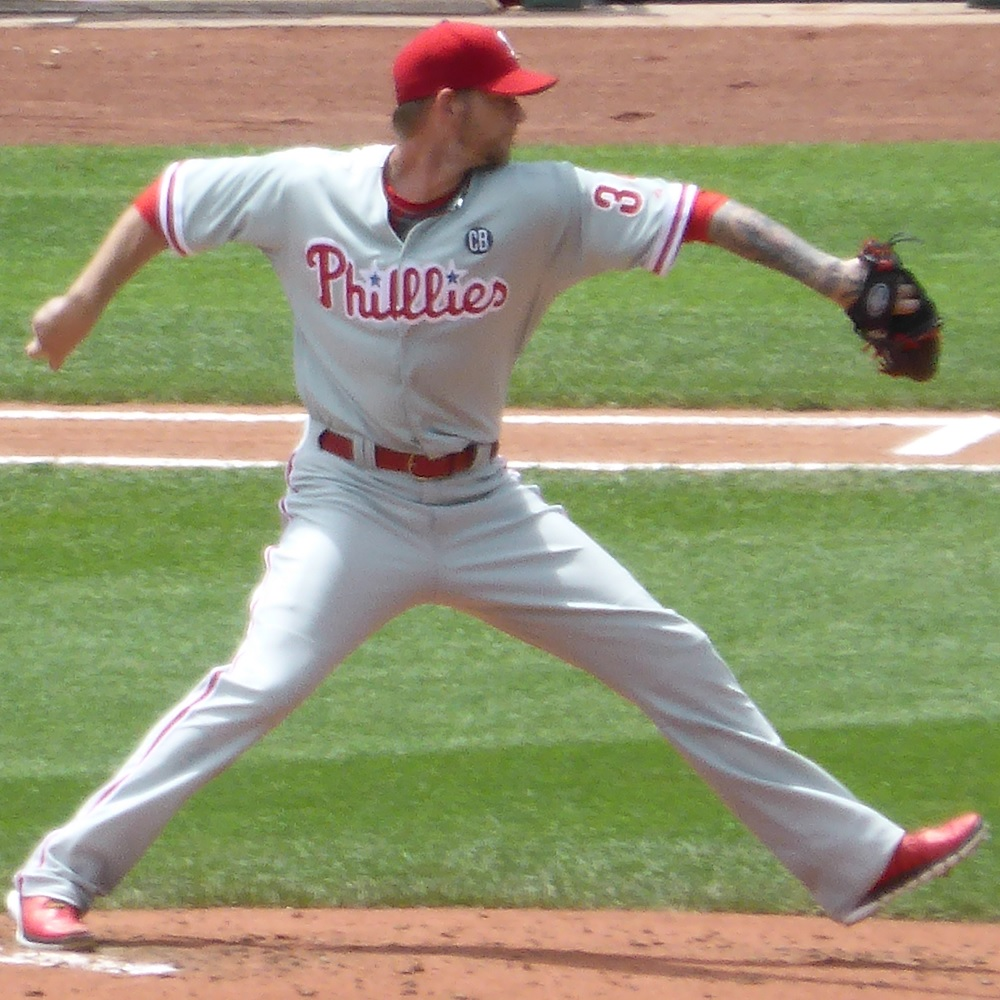
バーネットの投球フォーム
（2014年7月6日）

同年は5月20日、マーリンズ戦に勝利し、MLB全30球団勝利を達成した。しかし、全体的に成績を落とし、負け数は、ナショナルリーグのワースト1位だった。オフに2015年の契約オプションを破棄し、FAとなった。

### パイレーツ復帰
2014年11月14日にパイレーツと850万ドルの1年契約を結んだ。前述のように、フィリーズとの間ではより高額の契約オプション権を持っていたが、あえて年俸減で古巣を選んだ形になった。
2015年2月19日、2015年シーズン限りで現役を引退する意向を表明した。7月6日に自身初のオールスターゲームに選出された。

## 選手としての特徴
最多奪三振（2008年）、最高奪三振率[K/9]（2008年、2013年）、最多与四球（2009年）、最多暴投（2009年、2011年）、最多与死球（2010年）を相次いで記録していることが示すように、制球難の課題を抱えつつも、空振りを奪える威力のある球種を投げ分ける。軸となる91-94マイルの速球（フォーシーム、高速シンカー）の他、ナックルカーブ、チェンジアップが主な持ち球である。スライダーのように大きく変化するカーブは44%と高い空振り率を誇り、チェンジアップで多くのゴロを奪っている。
クイックが非常に苦手で、盗塁を許しやすい。

## 詳細情報

### 年度別投手成績
| 年 度     | 球 団     | 登 板 | 先 発 | 完 投 | 完 封 | 無 四 球 | 勝 利 | 敗 戦 | セ 丨 ブ | ホ 丨 ル ド | 勝 率 | 打 者 | 投 球 回 | 被 安 打 | 被 本 塁 打 | 与 四 球 | 敬 遠 | 与 死 球 | 奪 三 振 | 暴 投 | ボ 丨 ク | 失 点 | 自 責 点 | 防 御 率 | W H I P |
| --------- | --------- | ----- | ----- | ----- | ----- | -------- | ----- | ----- | -------- | ----------- | ----- | ----- | -------- | -------- | ----------- | -------- | ----- | -------- | -------- | ----- | -------- | ----- | -------- | -------- | ------- |
| 1999      | FLA       | 7     | 7     | 0     | 0     | 0        | 4     | 2     | 0        | 0           | .667  | 182   | 41.1     | 37       | 3           | 25       | 2     | 0        | 33       | 0     | 0        | 23    | 16       | 3.48     | 1.50    |
| 2000      | FLA       | 13    | 13    | 0     | 0     | 0        | 3     | 7     | 0        | 0           | .300  | 364   | 82.2     | 80       | 8           | 44       | 3     | 2        | 57       | 2     | 0        | 46    | 44       | 4.79     | 1.50    |
| 2001      | FLA       | 27    | 27    | 2     | 1     | 0        | 11    | 12    | 0        | 0           | .478  | 733   | 173.1    | 145      | 20          | 83       | 3     | 7        | 128      | 7     | 1        | 82    | 78       | 4.05     | 1.32    |
| 2002      | FLA       | 31    | 29    | 7     | 5     | 0        | 12    | 9     | 0        | 0           | .571  | 844   | 204.1    | 153      | 12          | 90       | 5     | 9        | 203      | 14    | 0        | 84    | 75       | 3.30     | 1.19    |
| 2003      | FLA       | 4     | 4     | 0     | 0     | 0        | 0     | 2     | 0        | 0           | .000  | 106   | 23.0     | 18       | 2           | 18       | 2     | 2        | 21       | 2     | 0        | 13    | 12       | 4.70     | 1.57    |
| 2004      | FLA       | 20    | 19    | 1     | 0     | 0        | 7     | 6     | 0        | 0           | .538  | 490   | 120.0    | 102      | 9           | 38       | 0     | 4        | 113      | 7     | 0        | 50    | 49       | 3.68     | 1.17    |
| 2005      | FLA       | 32    | 32    | 4     | 2     | 1        | 12    | 12    | 0        | 0           | .500  | 873   | 209.0    | 184      | 12          | 79       | 1     | 7        | 198      | 12    | 0        | 97    | 80       | 3.44     | 1.26    |
| 2006      | TOR       | 21    | 21    | 2     | 1     | 1        | 10    | 8     | 0        | 0           | .556  | 577   | 135.2    | 138      | 14          | 39       | 3     | 8        | 118      | 6     | 1        | 67    | 60       | 3.98     | 1.31    |
| 2007      | TOR       | 25    | 25    | 2     | 0     | 0        | 10    | 8     | 0        | 0           | .556  | 691   | 165.2    | 131      | 23          | 66       | 2     | 12       | 176      | 5     | 0        | 74    | 69       | 3.75     | 1.19    |
| 2008      | TOR       | 35    | 34    | 1     | 0     | 0        | 18    | 10    | 0        | 0           | .643  | 957   | 221.1    | 211      | 19          | 86       | 2     | 9        | 231      | 11    | 2        | 109   | 100      | 4.07     | 1.34    |
| 2009      | NYY       | 33    | 33    | 1     | 0     | 0        | 13    | 9     | 0        | 0           | .591  | 896   | 207.0    | 193      | 25          | 97       | 0     | 10       | 195      | 17    | 1        | 99    | 93       | 4.04     | 1.40    |
| 2010      | NYY       | 33    | 33    | 1     | 0     | 0        | 10    | 15    | 0        | 0           | .400  | 829   | 186.2    | 204      | 25          | 78       | 2     | 19       | 145      | 16    | 0        | 118   | 109      | 5.26     | 1.51    |
| 2011      | NYY       | 33    | 32    | 0     | 0     | 0        | 11    | 11    | 0        | 0           | .500  | 837   | 190.1    | 190      | 31          | 83       | 2     | 9        | 173      | 25    | 0        | 115   | 109      | 5.15     | 1.43    |
| 2012      | PIT       | 31    | 31    | 1     | 1     | 0        | 16    | 10    | 0        | 0           | .615  | 851   | 202.1    | 189      | 18          | 62       | 1     | 9        | 180      | 10    | 0        | 86    | 79       | 3.51     | 1.24    |
| 2013      | PIT       | 30    | 30    | 1     | 0     | 0        | 10    | 11    | 0        | 0           | .476  | 801   | 191.0    | 165      | 11          | 67       | 3     | 9        | 209      | 12    | 0        | 79    | 70       | 3.30     | 1.21    |
| 2014      | PHI       | 34    | 34    | 1     | 0     | 0        | 8     | 18    | 0        | 0           | .308  | 935   | 213.2    | 205      | 20          | 96       | 2     | 16       | 190      | 9     | 0        | 122   | 109      | 4.59     | 1.41    |
| 2015      | PIT       | 26    | 26    | 0     | 0     | 0        | 9     | 7     | 0        | 0           | .563  | 699   | 164.0    | 174      | 11          | 49       | 2     | 11       | 143      | 6     | 1        | 64    | 58       | 3.18     | 1.36    |
| MLB：17年 | MLB：17年 | 435   | 430   | 24    | 10    | 2        | 164   | 157   | 0        | 0           | .511  | 11665 | 2731.1   | 2519     | 263         | 1100     | 35    | 143      | 2519     | 161   | 6        | 1328  | 1210     | 3.99     | 1.32    |

- 各年度の太字はリーグ最高

### 年度別守備成績
| 年 度 | 球 団 | 投手（P） | 投手（P） | 投手（P） | 投手（P） | 投手（P） | 投手（P） |
| 年 度 | 球 団 | 試 合     | 刺 殺     | 補 殺     | 失 策     | 併 殺     | 守 備 率  |
| ----- | ----- | --------- | --------- | --------- | --------- | --------- | --------- |

### タイトル
- 最多奪三振：1回（2008年）

### 記録
- MLBオールスターゲーム選出：1回（2015年）
- ノーヒットノーラン：1回（2001年5月12日、対サンディエゴ・パドレス戦）

### 背番号
- 43（1999年 - 2001年）
- 34（2002年 - 2015年）